# ريوتا ناجاتا
ريوتا ناجاتا (باليابانية: 永田 亮太) (17 مايو 1985 في كيوتو في اليابان – )؛ هو لاعب كرة قدم ياباني سابق كان يلعب كلاعب وسط.

## وصلات خارجية
- ريوتا ناجاتا على موقع رابطة كرة القدم اليابانية للمحترفين (اليابانية)
- ريوتا ناجاتا على موقع قاعدة بيانات كرة القدم.إي يو (الإنجليزية)
- ريوتا ناجاتا على موقع Soccerway.com (الإنجليزية)
- ريوتا ناجاتا على موقع عالم كرة القدم.نت (الإنجليزية)